# 丹生山地
丹生山地（にうさんち）は、福井県嶺北に位置する山地。嶺北、九頭竜川水系流域と越前海岸を隔てる。
一部は越前加賀海岸国定公園の区域である。

## 山地の概要
福井市の国見岳（656.1m）を北東端として南西方向に連なる山地。
最高峰の六所山（698.3m）を含む標高500 ～600mの隆起した山稜を呼ぶ。

## 主たる山
- 下市山 標高260m。
- 越知山 標高613m。
- 国見岳 標高656m 山頂付近に国見岳森林公園がある。
- 六所山 標高698.3m 丹生山地の最高地点。
- 鬼ヶ岳 標高532.6m。
- ホノケ山 標高613m。

## 海との境界
- 越前海岸 - 越前岬